# Episodi di The Handmaid's Tale (quarta stagione)
La quarta stagione della serie televisiva The Handmaid's Tale, composta da dieci episodi, è stata trasmessa in prima visione assoluta negli Stati Uniti d'America da Hulu dal 28 aprile 2021.
In Italia, la stagione è stata pubblicata sulla piattaforma on demand TIMvision dal 29 aprile al 1º luglio 2021.
| n. | Titolo originale | Titolo italiano | Pubblicazione USA | Pubblicazione Italia |
| -- | ---------------- | --------------- | ----------------- | -------------------- |
| 1  | Pigs             | Maiali          | 28 aprile 2021    | 29 aprile 2021       |
| 2  | Nightshade       | Belladonna      | 28 aprile 2021    | 29 aprile 2021       |
| 3  | The Crossing     | L'incrocio      | 28 aprile 2021    | 29 aprile 2021       |
| 4  | Milk             | Latte           | 5 maggio 2021     | 6 maggio 2021        |
| 5  | Chicago          | Chicago         | 12 maggio 2021    | 13 maggio 2021       |
| 6  | Vows             | Promesse        | 19 maggio 2021    | 29 maggio 2021       |
| 7  | Home             | Casa            | 26 maggio 2021    | 3 giugno 2021        |
| 8  | Testimony        | Testimonianza   | 2 giugno 2021     | 17 giugno 2021       |
| 9  | Progress         | Progresso       | 9 giugno 2021     | 24 giugno 2021       |
| 10 | The Wilderness   | Deserto         | 16 giugno 2021    | 1º luglio 2021       |

## Maiali
- Titolo originale: Pigs
- Diretto da: Colin Watkinson
- Scritto da: Bruce Miller

### Trama
June è trasportata dalle Ancelle fuggitive in una fattoria, dove inizia a riprendersi dalle ferite riportate. Lì, Esther, una giovane moglie la aiuta a guarire e le racconta di essere stata anch'essa ripetutamente stuprata da altri uomini per ordine di suo marito. Un guardiano che ha stuprato Esther viene catturato mentre cerca di entrare nella fattoria, così June decide che è ora che anche Esther faccia la sua parte in quanto membro di Mayday e glielo lascia uccidere a coltellate. Intanto zia Lydia vacilla per la fuga di 86 bambini e 9 Marte di cui è ritenuta responsabile, alla fine viene rilasciata. Joseph Lawrence viene catturato, ma Nick riesce a fargli ottenere un ruolo da consigliere sulle nuove invasioni che l'esercito di Gilead ha intenzione di compiere in Canada. A Toronto Fred e Serena vengono informati da Tuello della fuga dei bambini e delle Marte.

## Belladonna
- Titolo originale: Nightshade
- Diretto da: Colin Watkinson
- Scritto da: Kira Snyder

### Trama
June pianifica di lasciare la fattoria insieme alle altre ancelle per trovare un altro rifugio sicuro. Intanto decide di avvelenare i comandanti riuniti in una festa, in una delle case di Gezebele, usando del veleno fatto in casa (belladonna). A Toronto, Moira affronta le conseguenze delle scelte di June, ha un forte senso di colpa per essere riuscita a scappare e si sente responsabile di Nichole e della sorte degli altri bambini salvati da Gilead ma che stanno faticando ad adattarsi alla nuova vita in Canada. Tuello dice a Serena che, dai risultati delle analisi che le hanno fatto in carcere, risulta essere incinta. June, di ritorno dalla casa di Gezebele, viene catturata da una squadra di uomini con a capo Nick, il quale le rivela di volerle salvare la vita.

## L'incrocio
- Titolo originale: The Crossing
- Diretto da: Elisabeth Moss
- Scritto da: Bruce Miller

### Trama
Catturata da Gilead, June affronta zia Lydia e subisce un duro interrogatorio con il luogotenente volto a scoprire dove si trovano le altre ancelle fuggite. Nick e Lawrence collaborano per proteggerla cercando di convincerla a confessare dove si nascondono le altre ancelle. June prima indica un luogo falso poi si rifiuta di rivelare ciò che sa, nonostante le due Marte di casa Lawrence vengano uccise davanti a lei. Si arrende solo quando le mostrano sua figlia Hannah rinchiusa e spaventata, rivelando che le altre ragazze sono nascoste in una fattoria. Le ancelle sono così nuovamente catturate. June prega Zia Lydia di ucciderla, ma lei le spiega che saranno destinate a una colonia agricola e contemporaneamente eseguiranno la cerimonia per poter compensare tutti i bambini portati via in aereo.
A Toronto, intanto, Luke cerca un modo per aiutare June e Hannah. June si arrabbia con Nick per aver coinvolto Hannah, il comandante le risponde che è stato l'unico modo possibile per salvarle la vita. Quando si dirige verso il furgone che la porterà alla colonia, June si volta per rincorrerlo e salutarlo con un bacio appassionato.
Mentre le ancelle sono in viaggio con Zia Lydia, l'autista fa una piccola pausa durante l'attraversamento di un treno merci. June e le altre ancelle tentano la fuga, ma l'autista spara colpendo almeno una di loro. Durante la corsa disperata, alcune restano travolte dal treno e solo June e Janine riescono a oltrepassare i binari.

## Latte
- Titolo originale: Milk
- Diretto da: Christina Choe
- Scritto da: Jacey Heldrich

### Trama
June intende andare a ovest verso Chicago sfruttando i treni in partenza. Per salire sul treno lei e Janine entrano dentro un vagone pieno di latte gelido. June riesce a far scattare la leva del serbatoio riuscendo così a svuotare il vagone.
A Toronto Moira riferisce a Rita di non riuscire a trovare notizie sulla sua famiglia, ed inoltre, che Serena chiede di vederla. Quando Rita si reca da lei, Serena le spiega di essere incinta e che vuole il suo aiuto per occuparsi del suo bambino, un maschio. Serena la considera un'amica fidata e le regala la foto dell'ecografia. Le due donne pregano insieme.
June cerca di tenere sveglia Janine per evitare che vada in ipotermia, dentro la cisterna frigo del latte. Janine è sfinita e le due discutono perché June ammette di essere colpevole di aver rivelato dove si nascondevano le ancelle.
Con un flashback Janine torna a quando era nel mondo di prima e chiese un permesso da lavoro per andare in clinica ad abortire. La ragazza che la riceve le spiega i motivi per cui non dovrebbe farlo e la invita a riflettere sulla sua scelta con un discorso antiabortista.
Tuello spiega a Rita che è richiesta la sua conferma da parte di Serena sulle accuse totalmente a carico del comandante Waterford. Rita gli dice che a Gilead era considerata una proprietà del comandante e incontra Waterford per dirgli che non vuole più avere niente a che fare con Fred e Serena e che ogni giorno ringrazia Dio di essere libera da Gilead. Prima di congedarsi gli consegna l'ecografia di Serena.
Il treno merci viene attaccato e le guardie uccise. June e Janine chiedono aiuto ai ladri armati che rubano le provviste dal treno. Stephen, capo dei ribelli, accetta di farle salire con loro sul furgone.
Teresa darà a June e Janine cibo e vestiti solo se una delle due è disposta a "tenere compagnia" a Stephen. June si sacrifica al posto di Janine e si appresta a fare una prestazione orale. Lui le dice che non è costretta e che è libera di andare. Non sa cosa sia il May Day e June non riesce ad esaudire la sua richiesta, così dice a Janine che devono andarsene.
Nel flashback Janine coccola Caleb e canta. Parlando con una dottoressa riferisce di non voler tenere il bambino, ma il medico le spiega che è libera di scegliere e che nei centri gravidanza ora il personale mente per evitare che le donne interrompano la gravidanza. Le lascia la pillola abortiva spiegandole gli effetti collaterali.
Nel presente, dopo essersi cambiate con i nuovi abiti, Janine porta del cibo a June e le dice che possono restare perché lei ha acconsentito a stare con Stephen e che va tutto bene.

## Chicago
- Titolo originale: Chicago
- Diretto da: Christina Choe
- Scritto da: John Herrera, Nina Flore

### Trama
Mentre Janine fa sesso con Stephen, June si distrae pensando a quando stava con Luke. All'improvviso sentono spari fuori dalla finestra.
June lava l'abito da ancella osservando il gruppo degli uomini che vive lì. Teresa le spiega che scambiano cose con altri campi per armi, batterie e cose utili. Steven insegna a Janine a sparare e permette che June vada da sola a vedere.
A Gilead Zia Lydia osserva le nuove ancelle e chiede di tornare in servizio, ma questo viene negato ed è invitata ad andare a giocare al tavolo con le altre.
Janine, June e Steven guardano il cadavere di un occhio di Gilead. Lui spiega loro che sono stati i nottambuli, si spostano e attaccano. Sentendo un aereo si nascondono. June e Steven discutono sulla scelta di non attaccarli.
Zia Lydia parla con Lawrence e patteggia con lui. Non rivelerà le informazioni che ha sulla scomparsa del comandante Winslow e sulla collaborazione di Lawrence per la partenza dei bambini in aereo se lui le farà riavere il suo posto e se June sarà sotto il suo controllo quando sarà trovata.
Brad si presenta a June che lo respinge. June lascia la mantella a Janine perché possa scambiarla con un berretto per Steven. Janine vuole restare al campo e avere un bambino. June vuole andare via.
Nick chiede informazioni alle Marte su June. Viene a sapere che sono state avvistate due ancelle a Chicago una settimana prima.
Brad aiuta June indicandole la strada. June saluta Janine, che però decide poi di raggiungerla e unirsi a lei, dicendo di sentirsi più al sicuro così. Zia Lydia torna a controllare le ancelle. Nick riferisce a Lawrence che June è a Chicago. Durante la riunione con gli altri comandanti Nick capisce che gli altri sono pronti ad attaccare bombardando e che lui sarà a capo dell'operazione su tutti i fronti dei ribelli.
June e Janine camminano nella città vuota cercando altre persone. Trovano cibo, ma la città è deserta. Stanno infatti arrivando i bombardamenti. Dopo l'attacco June si sveglia sentendo le voci dei civili colpiti dalle bombe. Chiama Janine, ma senza trovarla. Mentre vaga incontra Moira arrivata insieme ai soccorsi.

## Promesse
- Titolo originale: Vows
- Diretto da: Richard Shepard
- Scritto da: Dorothy Fortenberry

### Trama
June sente la voce di Moira, ma non riconosce la sua amica e continua a chiamare Janine. Moira per convincerla a seguirla le spiega dove tengono i feriti. June la riconosce sul furgone ancora scossa.
Al campo di soccorso spiegano a Moira che ricominceranno a bombardare e che devono andare via il prima possibile. Moira insiste per cercare Janine e trascina via June per portarla via con sé sulla nave di nascosto. June rifiuta di andarsene senza Hannah, ma sale con lei. Mentre guarda i civili che urlano chiedendo aiuto dalla riva piange.
Nel flashback Moira spiega a June cosa pensa a proposito del suo matrimonio con Luke e discutono mentre lei imballa le sue cose. June ruba la brocca di Moira e discute con Luke sul suo precedente matrimonio e sulla possibilità di non avere figli.
Nel presente Moira scopre che prima di tornare in Canada ci sarà un'ispezione in cui la nave sarà controllata dalle guardie. Consultandosi con gli altri membri la caposquadra riflette sul da farsi. I membri sono divisi. June intende consegnarsi, ma la caposquadra le fa stampare un documento come se fosse dell'equipaggio. Al momento del controllo Moira aiuta June a rispondere alle domande e la nave riparte. Moira litiga con la caposquadra e si accorge che June sta cercando di andarsene con una scialuppa per tornare da Hannah. June le spiega che Hannah non l'ha riconosciuta.
Luke incontra June ancora dentro alla nave attraccata, disperata di essere tornata da sola senza Hannah. Infine June scende.

## Casa
- Titolo originale: Home
- Diretto da: Richard Shepard
- Scritto da: Yahlin Chang

### Trama
June ha una forte sindrome da stress post traumatico e non riesce a smettere di pensare a Gilead e a Hannah.
Serena e Waterford temono per la loro sorte ora che anche June è in Canada.
June incontra Serena per dirle in faccia quello che pensa di lei. Serena implora il suo perdono in ginocchio, ma June le risponde che è rimasta incinta solo perché Dio le farà capire il dolore che ha causato quando suo figlio morirà. Tornata a casa June sveglia Luke per fare sesso prendendo totalmente il controllo.

## Testimonianza
- Titolo originale: Testimony
- Diretto da: Elisabeth Moss
- Scritto da: Kira Snyder

### Trama
June è impaziente del processo contro i Waterford. Luke assiste nonostante June abbia chiesto di non farlo perché vuole sapere tutto quello che ha passato sua moglie.
La difesa prova ad usare il passato di June e Luke come prova.  Waterford afferma di avere fatto tutto per la natalità e che nessuno può negare che solo a Gilead le nascite sono cresciute. Ribadisce che Dio lo ha premiato con la gravidanza di sua moglie. In seguito al discorso alcuni manifestanti esprimono consenso e preghiere per la liberazione dei coniugi.
Janine viene ritrovata a Chicago e chiede a Zia Lydia di non farla tornare a essere un'ancella.
Emily è scossa dall'incontro con Zia Irine di Gilead che le chiede il suo perdono in quanto è stata lei a denunciare la Marta con cui aveva una relazione e di conseguenza a causare la sua impiccagione. A seguito di questo Emily fu punita con l'asportazione del clitoride. Mentre guida in seguito Emily scorge zia Irine appesa a un albero. La sera nel cerchio con le altre rifugiate escono i sentimenti di rabbia e soddisfazione dal gruppo. June è sollevata mentre Moira ritiene che questo sia negativo.
June racconta a Luke dell'ultima volta che ha visto Hannah.

## Progresso
- Titolo originale: Progress
- Diretto da: Elisabeth Moss
- Scritto da: Eric Tuchman

### Trama
June e Luke collaborano per riuscire a portare via Hannah. June contatta Lawrence a Gilead che le riferisce che Janine è al Centro Rosso. Le propone uno scambio, Hannah per alcuni dei bambini fra quelli sull'aereo. La congeda dicendole che deve esser grata di essere libera.
Janine mentre lava il pavimento incontra Esther Keyes, la moglie che aveva aiutato le ancelle alla fattoria, divenuta un'ancella. Zia Lydia la obbliga a mangiare, ma lei rovescia la ciotola rifiutando il cibo. Le altre Zie vorrebbero punire Esther e mandare Janine alle colonie riproduttive. Zia Lydia prende tempo e permette a Janine di portarle la colazione. Esther però sputa e si arrabbia con Janine quando capisce che è stata mandata da Zia Lydia.
Luke vuole chiedere aiuto a Nick e June accetta. June e Nick si incontrano assieme a Nicole e Nick le lascia un fascicolo e una bambola per la bambina. Dalle sue ricerche ha scoperto che Hannah è in Colorado, ma è circondata dalle guardie. Si salutano con la raccomandazione di cercare di essere felici.
Serena e Fred ricevono la visita di Naomi e Warren e capiscono che Gilead considera loro figlio una proprietà dello Stato e che se tornassero a Gilead sarebbero puniti secondo la legge. Fred decide quindi di collaborare con Tuello dando informazioni in cambio dell'immunità.

## Deserto
- Titolo originale: The Wilderness
- Diretto da: Liz Garbus
- Scritto da: Bruce Miller

### Trama
June si oppone all'immunità di Fred e discute con Tuello dell'ingiustizia che consegue dal loro accordo. Serena, desiderosa di vivere la sua famiglia, aiuta Fred correggendo e riscrivendo i discorsi con cui lui si presenterà a Ginevra per ottenere la libertà in cambio della sua collaborazione.
Lawrence propone a Tuello uno scambio: Fred per la vita di 22 donne. June insiste e Tuello accetta. Fred viene catturato mentre crede di andare a Ginevra e viene riportato a Gilead dove lo aspettano Lawrence e Nick.
Fred viene condotto nel bosco dove scopre che Nick e June sono sempre stati amanti e che ad attenderlo ci sono le donne scappate da Gilead fra cui Emily. Come June desiderava, Fred viene costretto a correre in una fuga disperata inseguito dalle donne. Quando viene raggiunto, nonostante le sue suppliche, June, Emily e le altre donne lo colpiscono violentemente fino alla morte.
A Toronto l'inserviente che apre la posta di Serena trova la fede e il dito mozzato di Waterford. Il suo corpo viene appeso incappucciato a Gilead con la scritta "Nolite te bastardes carborundorum”.
June ancora sporca di sangue saluta Luke e Nicole per l'ultima volta.